# Your Body
„Your Body“ (на български: „Твоето тяло“) е електропоп песен, с елементи на R&B, изпълнявана от американската певица Кристина Агилера, от петия ѝ студиен албум Lotus. Текстописци са Тифъни Амбър, Макс Мартин и Шелбек, а продуценти са Макс Мартин и Шелбек. Официаланата премиера на сингъла се състоя на 14 септември 2012 г. по радио станцията KISS-FM и три дни по-късно е пусната в iTunes и Amazon.com и други музикални дигитални магазини за продажба.